# (37303) 2001 EF23
2001 EF23 (asteroide 37303) é um asteroide da cintura principal. Possui uma excentricidade de 0.08111060 e uma inclinação de 9.80787º.
Este asteroide foi descoberto no dia 15 de março de 2001 por Spacewatch em Kitt Peak.